# 花壇

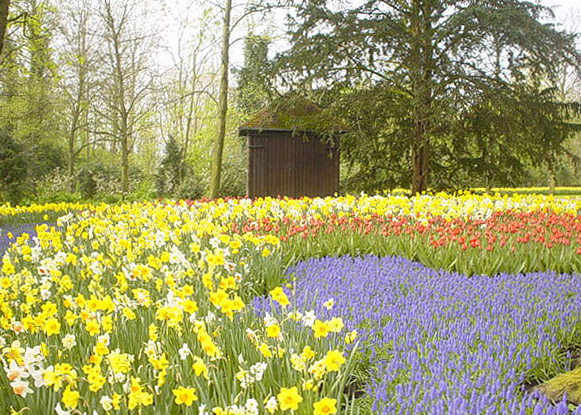
花壇

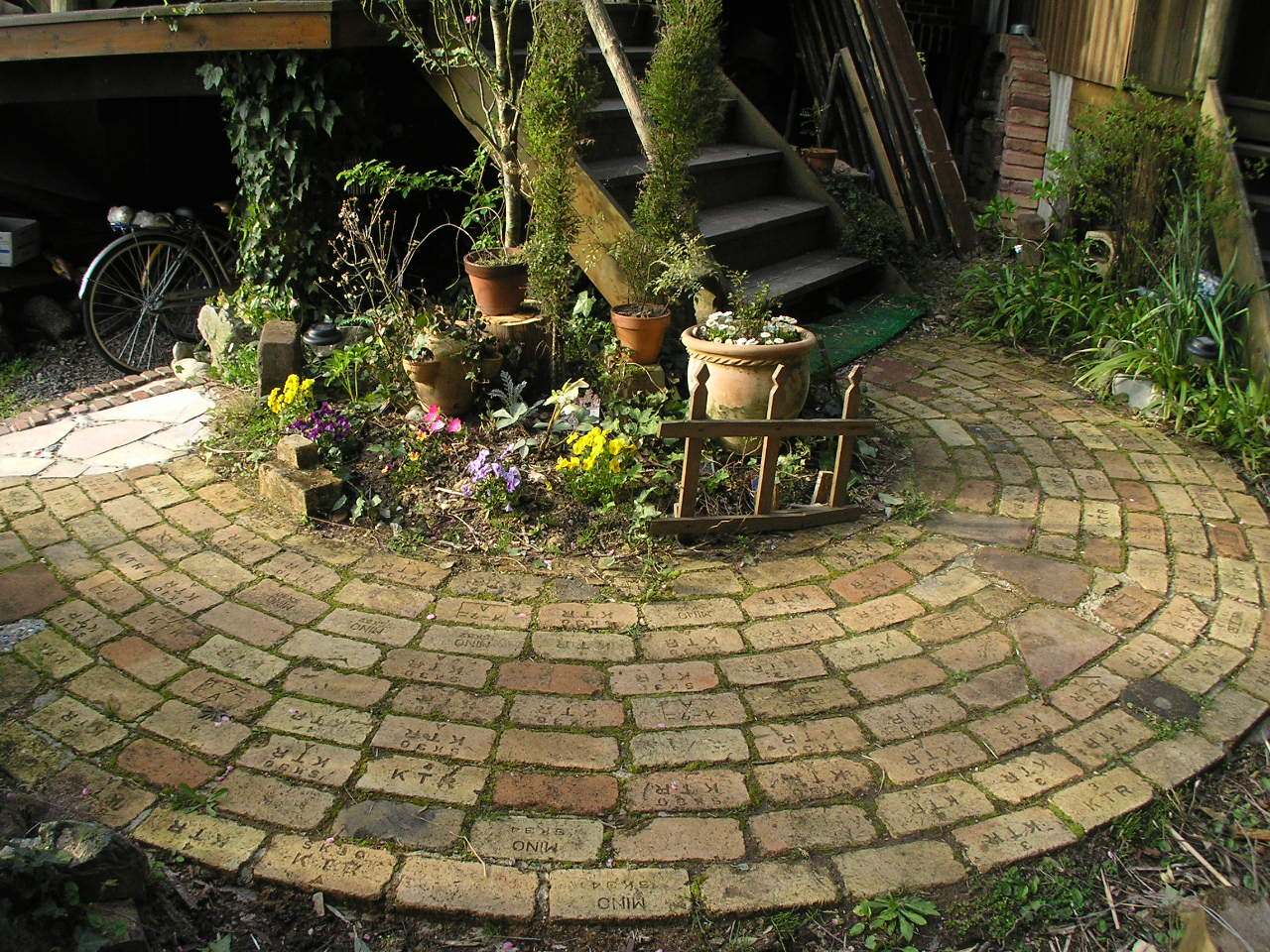
邸宅内に造られたイングリッシュガーデンの花壇

花壇（かだん）とは、花などの植物を植栽または展示する造園技法、または園芸技法のひとつである。造園上の花壇と園芸上の花壇は共通点も多いが根本的に異なる部分もある。主に鑑賞目的で作られ、季節的、形態的、植物の3つの要素からなる。
現代では世界中の住宅や公共施設に作られている。花壇の正確な起源は明らかではないが、古代エジプト中王国時代のテーベにある遺跡からは、約4000年前の花壇らしき遺構が発見されている。

## 造園上の花壇
造園上の花壇は土壌を煉瓦や擁壁等で囲み、その中に草本類を植栽するもので、日本庭園にはあまり見られず西洋式庭園の整形式で好んで用いられる手法である。住宅庭園では重要な役割を果たすことが多い。また、管理の手間が大変なので常時管理することができない広場や公園、庭園などでは花が枯れ、土だけになってしまっていたりしているところもある。そのため潅水や施肥などの管理を常に怠らない努力と根気強さが必要である。

### 季節的分類
春花壇、夏花壇など季節ごとに開花する草花が異なる花壇を指す。基本的に花壇はこのことを考えて作られる。

### 形態的分類
花をどのように見せるかという観点では花壇の種類は多岐にわたる。以下に代表的なものを挙げる。
- 毛氈花壇

カーペット状に広がる花壇で主に花の色で模様を描いたりする。丈の低い草花を敷き詰めるので草丈は10cm程度が望ましい。四方から鑑賞する事を考えて作られるのでスペースに余裕があったり設置場所と見る場所との高低差のある場合などには有効な形態である。
- リボン花壇

建物や道路沿いの細長い空間を利用する花壇。基本的な形は長方形で草丈は30～40cmが望ましい。庭園では園路沿いなどに広く用いられる代表的な形態である。
- 境栽花壇

建物を背景にした花壇でブロック塀や壁などに沿う形で作られる。視点が一方向なので前方は低く後方は高めの草花を植えるのが普通である。
- 寄せ植え花壇

花壇の中央が高くその周囲に行くにしたがって低くなるように草花を植える。四方からの鑑賞を考慮する。
- 沈床花壇

沈床花壇（Sunken garden）は花壇を周りから低く据えて、周囲から下へ見やすくしている。
- その他

平安時代の「前栽」「壷庭」なども花壇の一種としてとらえることができる。

### 使用する植物の条件
- 色が鮮明である
- 開花期間が長い
- 栽培が容易－定植後の管理、移植や病害虫に強い
- 性質が強健
- 潅水に対して要求が少なくてよい
- 草丈が低く、同一草花で高さが揃う
- 花の色が複数である(豊富である)
- わき芽が次々と開花する
同一花が長期間開花
短期間で開花が終了するが次のつぼみが開花する

### 主な花壇草花

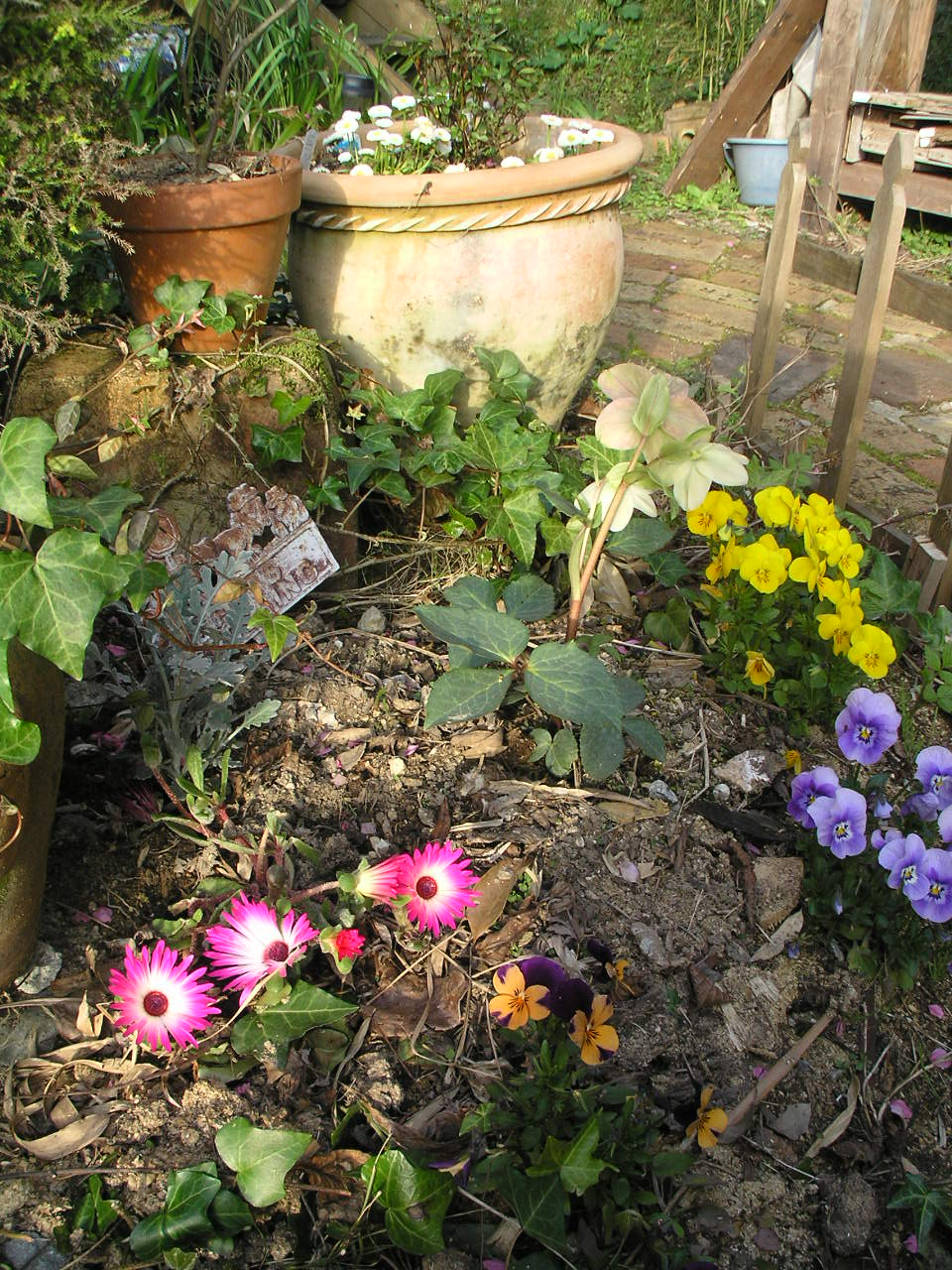
クリスマスローズ、アイビー、パンジー、デージーなどが混植された花壇

- サルビア
- ペチュニア
- ハボタン
- パンジー
- ヴィオラ
- クリスマスローズ
- チューリップ
- クレマチス
- シュウメイギク
- ハーブ類
- アイビー

## 園芸上の花壇
上記、造園上の花壇も園芸的にそのまま通用するが、日本の伝統園芸における花壇にはそれに該当しない部分もある。

### 日本の伝統園芸における花壇

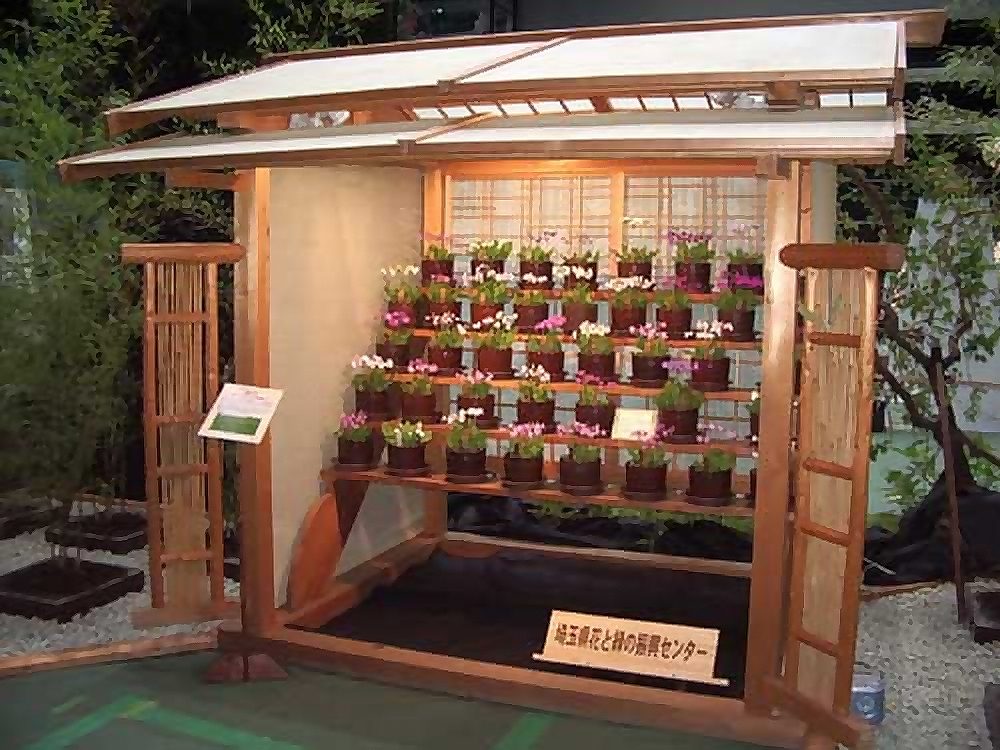
埼玉県花と緑の振興センターが展示した桜草花壇

造園上の「花壇」は英語の flower bed の訳語として明治時代以降に定着したもので、それ以前から使われている「花壇」の語義とは異なる部分がある。本来の「花壇」は、もともと文字通り「花を陳列する壇」という意味であり、仏壇、祭壇等の用例があるように、「壇」とは立体的な構造物である。つまり日本の伝統的園芸における花壇とは、本来の字義通り、園芸植物の展示スペース、展示台である。江戸時代の元禄8年(1695年)に発行された伊藤伊兵衛による園芸書「花壇地錦抄」が用例として著名である。ただし、英語の flower bed の訳語的意味としての「花壇」的存在は、既に平安時代の文芸作品中に「前栽」として見いだすことができる。またその定義での日本最古の花壇遺構は、16世紀の一乗谷朝倉氏遺跡朝倉館にある。ただしそれが実際に「花壇」と呼ばれたかどうかは分からない。
屋外に設けられることが多く、主に特定の古典園芸植物を多数陳列し鑑賞するもので、目的としては風雨から観賞適期の植物を守りまた鑑賞しやすくすること、多くの品種を並べることで相乗的な美の演出効果を高めることなどである。また一部の植物を除き多くの場合は鉢植えを並べるので、良い作のものばかりを陳列でき、また一番美しく見える面を前に向けたり、高さや色彩の組み合わせも自由にできる。多くは小屋掛け式で、長方形の場所に柱を立て、屋根を設け、三方をよしずなどで囲う。前方上部を幕で飾ることもある。その中に特定の園芸植物を陳列するが、菊ならば植木鉢をそのまま並べるか土中に鉢を埋め、または土を寄せて鉢を隠す。芍薬の場合ははじめから地植えで栽培したスペースに小屋掛けする。
また、桜草の場合は5段の棚を設け、各段に7鉢から8鉢の鉢植えを陳列する。屋根には耐水性と透光性のある油障子を使い、背景には障子を立てることもある。また両袖には袖垣を添える。この他朝顔や撫子等でも花壇が組まれ、鑑賞された。
いずれにしても観賞適期が過ぎれば鉢植えは栽培場に戻され、小屋組みは解体撤去される。
この造園上の花壇との違いは、西欧の園芸が庭園術とほとんど同義であるのに対し、日本の園芸は庭園術とは別の存在として確立していることから来ていると言える。西欧の園芸でこれに近いものとしては、イギリスの古典的草花(フローリスツ・フラワー)に同様のものがあり、劇場に見立てて「シアター」または「ステージ」と呼ばれたが、現在はほとんど行なわれない。